# Regent International Hotels
Regent International Hotels (Regent Hotels & Resorts) ist eine Taiwanische Hotelkette und gehört zur InterContinental Hotels Group.

## Geschichte

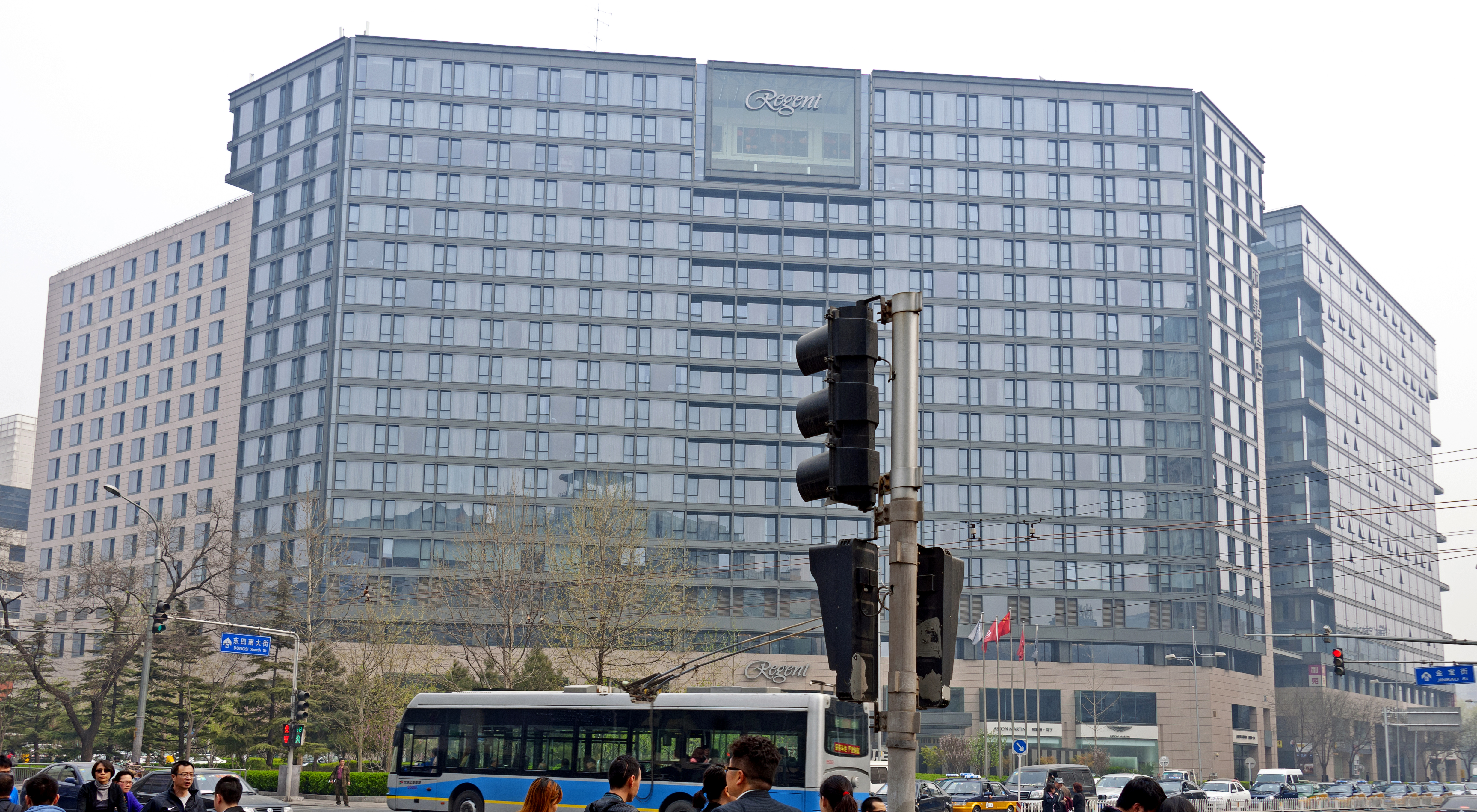
Regent Hotel Peking

1970 wurde Regent als US-amerikanisches Unternehmen durch Robert H. Burns mit dem japanischen Unternehmen Japan’s Tokyu Group gegründet. Bis 2010 war es ein Tochterunternehmen von Carlson Companies.
2010 kaufte die taiwanesische Hotelkette Formosa International Hotels das Unternehmen. Regent betreibt Hotels in Peking, Taipeh, Singapur, Berlin und Montenegro.

## Regent Berlin (2004–2024)

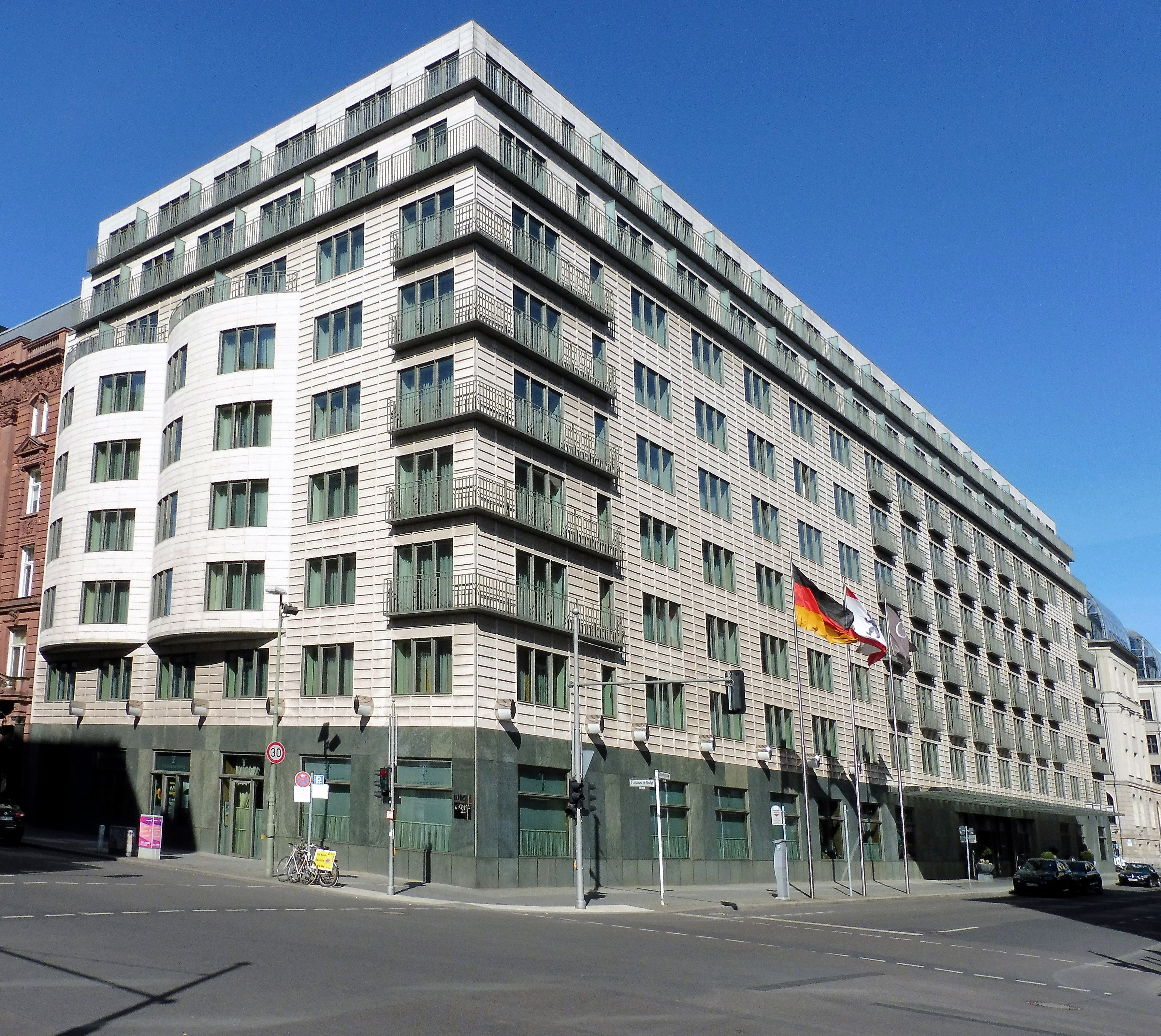
Regent Berlin in der Charlottenstraße 49

2004 entstand das Fünf-Sterne-Hotel The Regent Berlin am Gendarmenmarkt durch den Kauf des 1996 von Four Seasons erbauten und betriebenen Hotels. Ende 2024 wird das Regent Berlin geschlossen, wenn der Mietvertrag nach 20 Jahren abläuft.